# 大塚真美々
大塚真美々は、2013年8月8日結成の8人ユニット「WenDee（ウェンディー）」のメンバー。「グッドチョイスエンタテインメント」プロダクション所属。

## 来歴

### アイドル・歌手
- 2013年8月8日に結成された8人組ユニット「WenDee（ウェンディー）」のメンバーとしてデビュー。
- 「グッドチョイスエンタテインメント」プロダクション所属。

### 音楽
- 2013年8月8日、デビュー曲「Happy days」をリリース。

## 人物
- 本名：武田愛美(たけだ まなみ)
- 趣味：みんなでダンスとお話し
- 特技：赤ちゃんを寝かせること。絵本の読み聞かせ。

## 経歴

### 舞台
- 2013年6月　「愛し君」共演者：めぐまりこ
- 2013年4月　「大奥」共演者：桂米團治、桂あやめ、春野恵子、めぐまりこ

### 雑誌
- 愛媛美少女図鑑